# Título y modo
La teoría del título y el modo es un sistema de transmisión de la propiedad de las cosas que requiere la celebración de un contrato y la posterior entrega de la cosa que se quiere transmitir, sin que sea suficiente cualquiera de las dos por separado. Es el sistema vigente en España en la actualidad.

## Historia
La teoría del título y el modo tiene su origen en el Derecho romano. El modo más común de adquirir la propiedad en Roma era la entrega de la cosa que se transmitía (si era una cosa mueble) o la entrada en la finca (si la cosa era inmueble). Este acto podía ser una entrega ficticia pero siempre era necesario para transmitir la propiedad.
Para que se produjese la transmisión de la propiedad era necesario que esa entrega tuviera una justa causa (iusta causa traditionis) o motivo por el que se hacía la entrega. Entre estas causas figuraba el contrato de compraventa, de modo que la entrega la realiza el vendedor para cumplir con su obligación contractual (causa solvendi).

## Naturaleza y características
En los sistemas en los que rige la teoría del título y el modo, los contratos no transmiten la propiedad de ningún bien, sino que generan la obligación de entregarlo y hasta que esa entrega no se produzca, el vendedor (que figura como tal en el contrato) continúa siendo el propietario de la cosa. Así, la transmisión de una cosa requiere de un título (el contrato de compraventa u otro dirigido a transmitir la propiedad) y de un modo, que es la entrega.
La teoría del título y el modo nos indica que ni basta solo con la entrega ni solo con el contrato. Es necesario que un contrato previo deje constancia de por qué se realiza la entrega. Así, con la entrega no se transmite la propiedad cuando se celebró un contrato de arrendamiento, pero sí cuando el objetivo del contrato previo era transmitir la propiedad (por ejemplo un contrato de compraventa). Si hubo entrega pero no contrato, no se transmitirá la propiedad.

## El título y el modo en el sistema español
A pesar de que el Código civil español está claramente inspirado en el Código francés (que no recoge la teoría del título y el modo y en el que los contratos bastan para transmitir la propiedad), el sistema de transmisión de la propiedad español mantiene en lo esencial el sistema romano.
El artículo 609.2 de Código civil español establece que “la propiedad y los demás derechos reales se adquieren y se transmiten por la ley, por donación, por sucesión testada e intestada, y por consecuencia de ciertos contratos mediante la tradición". La tradición es la entrega de la cosa cumpliendo ciertos requisitos, y es precisamente la alusión a la misma la que introduce la teoría del título y el modo en el ordenamiento español (ya que no señala que la propiedad se transmite mediante los contratos sino “mediante la tradición”, por consecuencia de esos contratos). 
En el Derecho español la entrega física de la cosa no es siempre necesaria. En primer lugar, porque a veces es simplemente imposible (no se puede entregar una finca) y en segundo lugar, porque en ocasiones es complicado entregar la cosa y la ley permite un modo más sencillo de transmitir la propiedad.
Así, el modo (la entrega) puede consistir en diferentes actos:
- En primer lugar, la entrega física de la cosa, por su dueño y con el objetivo de transmitir la propiedad a otra persona que la acepta (tradición propiamente dicha).
- En segundo lugar, otorgando escritura pública ante notario (a. 1462 del Código civil español).
- En el caso de bienes muebles, la entrega de las cosas puede ser sustituida por la de las llaves del lugar donde están almacenadas (a. 1463). Es lo que se denomina “tradición simbólica”.
- También es posible transmitir la propiedad de un bien mueble mediante el acuerdo de las partes, sin necesidad de entrega, pero solo si la cosa está ya en poder del comprador por algún motivo (por ejemplo, porque el vendedor se la prestó). Esta es la denominada tradición consensual (a. 1463).

### Relación con otras instituciones del Derecho privado

#### La compraventa de cosa ajena
Si la transmisión de la propiedad se basa en la teoría del título y el modo, es perfectamente válido celebrar un contrato de compraventa para vender una cosa que no es propiedad del vendedor; esto es lo que ocurre en el Derecho español. En este caso, el contrato de compraventa es válido, pero el vendedor quedará obligado a entregar una cosa que no es suya. Ante esta situación hay tres opciones:
1. El vendedor no entrega la cosa: podrá ser demandado por incumplir el contrato.
2. El vendedor adquiere la cosa objeto del contrato (porque la compra, la recibe en herencia, etc.) y posteriormente se la entrega al comprador. En este caso, la propiedad se transmite al comprador.
3. El vendedor tiene ya la cosa (aunque no sea suya) y se la entrega al comprador. En este caso el modo no es válido, porque falta uno de sus requisitos: que el que transmite la propiedad sea el verdadero dueño. En consecuencia la propiedad de la cosa no se transmite.

En conclusión, el contrato de compraventa de una cosa que no es propiedad del vendedor es válido, porque el vendedor tiene que ser propietario cuando entrega la cosa, pero no tiene por qué serlo cuando firma el contrato.

#### La usucapión ordinaria
Un comprador nunca puede estar completamente seguro de que el vendedor era el verdadero dueño de la cosa que compró. Su contrato de compraventa será válido y si pierde la cosa a manos de su verdadero dueño siempre podrá demandar al vendedor y recuperar el precio que pagó, pero no podrá quedarse con la cosa.

Por ello, la ley recoge la figura de la usucapión o prescripción adquisitiva, que permite proteger al comprador cuando la entrega de la cosa no provocó la transmisión de la propiedad porque el vendedor no era el dueño. Así, si se celebró un contrato de compraventa y después se entregó la cosa que no era del vendedor, no se transmitió la propiedad, pero la ley establece que, pasado un tiempo, la cosa pase a pertenecer al comprador, de modo que su legítimo propietario ya no podrá reclamarla (porque, en realidad, ha dejado de ser el propietario). Este plazo es de tres años para los bienes muebles y de diez para los inmuebles (aa. 1.955 y 1.957 del Código civil). Todo lo anterior se refiere a la usucapión "ordinaria", que no debe confundirse con la "extraordinaria" (con un plazo mucho más amplio y que solo exige la posesión de la cosa, sin que importe el título).

Respecto a la teoría del título y el modo, la usucapión protege solo de la falta de requisitos del modo y nunca de los problemas con el título. Así, si el contrato de compraventa es anulado (por ejemplo porque el vendedor lo firmó bajo amenazas), el comprador se verá obligado a devolver la cosa, sin que importe el plazo que haya pasado.

## Influencia en otros sistemas: Alemania
El sistema alemán (y todos aquellos basados en él) toma de la teoría del título y el modo romana la distinción entre el contrato y el acto de transmisión posterior. Sin embargo, tiene una diferencia sustancial con el sistema romano, que consiste en la abstracción total del acto de transmisión con respecto del contrato anterior. Así, mientras que en sistemas como el español la anulación del contrato puede provocar la pérdida del bien por parte del comprador, en Alemania la invalidez del contrato previo o incluso su inexistencia no afecta a la transmisión de la propiedad.